# Associazione Calcio Rimini 1912 2012-2013
Questa voce raccoglie le informazioni riguardanti l'Associazione Calcio Rimini 1912 nelle competizioni ufficiali della stagione 2012-2013.

## Stagione
È l'anno del centenario del calcio riminese, nato appunto nel 1912.
La stagione si apre in estate con l'annuncio dell'ingresso in società dello svizzero Roman Lutz, rappresentante della società JetSet attiva nel turismo, ma dopo ulteriori sviluppi l'operazione non si concretizzerà.
A settembre Riccardo Taddei si infortuna al piede ed è costretto a due mesi di stop.
Il 14 ottobre il Rimini sfida il Bassano celebrando il centenario con una festa organizzata, ma in campo viene rimontato finendo poi per perdere al 91º minuto con un tap-in degli ospiti in rovesciata per l'1-2 finale. Dal punto di vista societario, nei mesi a seguire, si registrano trattative per la vendita del club al gruppo di supermercati BSE o all'imprenditore della telefonia Antonio Esposito, senza che queste vadano in porto.
Il 14 aprile, dopo la sconfitta interna contro l'Alessandria, si dimette l'allenatore Luca D'Angelo, che riceverà anche quattro giornate di squalifica per una reazione nei confronti del giocatore alessandrino Fanucchi. Le dimissioni verranno comunque respinte dalla dirigenza.
Il 5 maggio i biancorossi vincono 0-5 in Sicilia contro il già retrocesso Milazzo ed evitano la retrocessione diretta. Per salvarsi, visto il 14º posto, occorre comunque disputare i playout e prevalere in due doppi confronti, rispettivamente contro la 15º classificata e contro la vincitrice dello scontro dell'altro girone. Il Vallée d'Aoste viene liquidato con un doppio 2-0, così come arriva una doppia affermazione sul Gavorrano (vittoria riminese per 0-3 all'andata in Toscana). Il Rimini rimane in Lega Pro Seconda Divisione.

## Divise e sponsor
In occasione del centenario vengono introdotte alcune divise storiche, prodotte da Macron.
La prima divisa è la classica maglia a scacchi biancorossi, su cui è presente lo sponsor Banca di Rimini.

La seconda divisa è una riproposizione della maglia del "Dopolavoro Ferroviario" (DLF) degli anni '30, ovvero la squadra che si unì alla U.S. Libertas per formare la Rimini Calcio nel 1939. È nera, con banda orizzontale rossa e bianca.

La terza divisa richiama la maglia indossata dal Rimini nel 1962, ovvero l'anno del cinquantenario. Si presenta di colore bianco, con una banda diagonale rossa.
| Casa | Trasferta | Terza Divisa |

## Rosa
| N. |                       | Ruolo | Calciatore          |
| -- | --------------------- | ----- | ------------------- |
|    | Italia (bandiera)     | P     | Francesco Scotti    |
|    | Italia (bandiera)     | P     | Alessandro Semprini |
|    | Italia (bandiera)     | D     | Andrea Barone       |
|    | Italia (bandiera)     | D     | Andrea Brighi       |
|    | Italia (bandiera)     | D     | Matteo Ferrari      |
|    | Italia (bandiera)     | D     | Marco Gasperoni     |
|    | Italia (bandiera)     | D     | Davide Mandorlini   |
|    | San Marino (bandiera) | D     | Mirko Palazzi       |
|    | Italia (bandiera)     | D     | Roberto Rosini      |
|    | Italia (bandiera)     | D     | Fabio Vignati       |
|    | Italia (bandiera)     | D     | Luca Vittori        |
|    | Italia (bandiera)     | C     | Armando Amati       |
|    | Italia (bandiera)     | C     | Leonardo Bianchi    |
|    | Italia (bandiera)     | C     | Marco Brighi        |

| N. |                    | Ruolo | Calciatore         |
| -- | ------------------ | ----- | ------------------ |
|    | Italia (bandiera)  | C     | Alfredo Cardinale  |
|    | Italia (bandiera)  | C     | Giacomo Favero     |
|    | Italia (bandiera)  | C     | Mattia Maita       |
|    | Romania (bandiera) | C     | Daniel Onescu      |
|    | Italia (bandiera)  | C     | Mirco Spighi       |
|    | Italia (bandiera)  | C     | Luca Valeriani     |
|    | Italia (bandiera)  | C     | Gianluca Zanetti   |
|    | Italia (bandiera)  | A     | Pierluigi Baldazzi |
|    | Italia (bandiera)  | A     | Francesco Maio     |
|    | Italia (bandiera)  | A     | Manuel Marras      |
|    | Italia (bandiera)  | A     | Francesco Morga    |
|    | Italia (bandiera)  | A     | Riccardo Taddei    |
|    | Italia (bandiera)  | A     | Andrea Zanigni     |

## Calciomercato

### Sessione estiva(dal 1/7 al 1/9)
| Acquisti | Acquisti          | Acquisti    | Acquisti      |
| R.       | Nome              | da          | Modalità      |
| -------- | ----------------- | ----------- | ------------- |
| D        | Davide Mandorlini | Ravenna     | definitivo    |
| D        | Fabio Vignati     | Casale      | definitivo    |
| C        | Mattia Maita      | Reggina     | prestito      |
| A        | Francesco Maio    | Mantova     | definitivo    |
| A        | Manuel Marras     | Spezia      | prestito      |
| A        | Cristian Monac    | Alessandria | fine prestito |
| A        | Francesco Morga   | Giulianova  | definitivo    |
| A        | Riccardo Taddei   | Casale      | definitivo    |

| Cessioni | Cessioni          | Cessioni        | Cessioni            |
| R.       | Nome              | a               | Modalità            |
| -------- | ----------------- | --------------- | ------------------- |
| D        | Dario Deluigi     |                 | svincolato          |
| D        | Gianluca Zanetti  |                 | svincolato          |
| C        | Alfredo Cardinale | Juvenes         | svincolato          |
| C        | Giacomo Favero    |                 | svincolato          |
| C        | Ivan Buonocunto   | Voghera         | svincolato          |
| A        | Cristian Monac    |                 | svincolato          |
| A        | Daniele Degano    | Alessandria     | fine prestito       |
| A        | Luca Gerbino Polo | Valsta Synanska | svincolato          |
| A        | Matteo Bufalo     | Cattolica       | svincolato          |
| A        | Pasquale Basilico | Prato           | risol. comproprietà |

### Sessione invernale(dal 7/1 al 1/2)
| Acquisti | Acquisti         | Acquisti | Acquisti |
| R.       | Nome             | da       | Modalità |
| -------- | ---------------- | -------- | -------- |
| C        | Leonardo Bianchi | Empoli   | prestito |

| Cessioni | Cessioni            | Cessioni | Cessioni |
| R.       | Nome                | a        | Modalità |
| -------- | ------------------- | -------- | -------- |
| D        | Lorenzo Signorini   | Misano   | prestito |
| C        | Gabriele Ciccarelli | Misano   | prestito |

## Risultati

### Campionato

#### Girone di andata
| Arbitro: | Lazzeri (Arezzo) |

|                              |           |  |
| Cavalli 23’ A. Brighenti 53’ | Marcatori |  |

| Arbitro: | Zappatore (Taranto) |

|  |           |                  |
|  | Marcatori | 42’, 85’ Finotto |

| Arbitro: | Melidoni (Frattamaggiore) |

|                                                 |           |            |
| Serafini 54’ Giannone 64’ Falorni 79’ Calzi 82’ | Marcatori | 10’ Taddei |

| Arbitro: | Marchesini (Legnano) |

|                             |           |  |
| Zanigni 75’ Valeriani 90+2’ | Marcatori |  |

| Rimini 30 settembre 2012 5ª giornata | Rimini          | 0 – 0 | Forlì | Stadio Romeo Neri\| Arbitro: \| Morreale (Roma) \| |
| Arbitro:                             | Morreale (Roma) |       |       |                                                    |

| Bellaria Igea Marina 7 ottobre 2012 6ª giornata | Bellaria      | 0 – 0 | Rimini | Stadio Enrico Nanni\| Arbitro: \| Pierro (Nola) \| |
| Arbitro:                                        | Pierro (Nola) |       |        |                                                    |

| Arbitro: | Formato (Benevento) |

|               |           |                              |
| Valeriani 52’ | Marcatori | 66’ Carteri 90+1’ Gasparello |

| Arbitro: | Magnani (Frosinone) |

|                                |           |                                |
| T. Silvestri 75’ A. Curcio 80’ | Marcatori | 12’ (rig.), 90+2’ (rig.) Morga |

| Arbitro: | Tadino (Milano) |

|           |           |              |
| Morga 35’ | Marcatori | 45+1’ Lauria |

| Arbitro: | Pagliardini (Arezzo) |

|                     |           |            |
| Anastasi 47’ (rig.) | Marcatori | 90’ Rosini |

| Arbitro: | Di Martino (Teramo) |

|             |           |              |
| Zanigni 72’ | Marcatori | 39’ Berretti |

| Arbitro: | Ferrari (Mestre) |

|                           |           |                       |
| Franchi 34’ A. Vecchi 64’ | Marcatori | 18’ Zanigni 90’ Morga |

| Arbitro: | Rocca (Vibo Valentia) |

|                        |           |                   |
| Fanucchi 1’ Degano 60’ | Marcatori | 90+2’ And. Brighi |

| Rimini 2 dicembre 2012 14ª giornata | Rimini                    | 0 – 0 | Castiglione | Stadio Romeo Neri\| Arbitro: \| Melidoni (Frattamaggiore) \| |
| Arbitro:                            | Melidoni (Frattamaggiore) |       |             |                                                              |

| Arbitro: | Aureliano (Bologna) |

|              |           |  |
| Demartis 65’ | Marcatori |  |

| Arbitro: | Amoroso (Paola) |

|                                                |           |  |
| Baldazzi 6’ R. Taddei 28’, 75’ Maio 79’ (rig.) | Marcatori |  |

| Arbitro: | Brodo (Viterbo) |

|                 |           |                 |
| Capellupo 45+1’ | Marcatori | 61’ And. Brighi |

#### Girone di ritorno
| Arbitro: | Verdenelli (Foligno) |

|  |           |                |
|  | Marcatori | 50’ N. Zanetti |

| Arbitro: | Todaro (Palermo) |

|                                |           |            |
| Gasbarroni 56’ Valagussa 90+2’ | Marcatori | 28’ Rosini |

| Arbitro: | Baroni (Firenze) |

|             |           |                     |
| Zanigni 31’ | Marcatori | 88’ (rig.) Serafini |

| Arbitro: | Magnani (Frosinone) |

|  |           |                          |
|  | Marcatori | 47’ Onescu 75’ R. Taddei |

| Arbitro: | Lacagnina (Caltanissetta) |

|                           |           |  |
| Melandri 15’ Petrascu 21’ | Marcatori |  |

| Rimini 17 febbraio 2013 23ª giornata | Rimini        | 0 – 0 | Bellaria | Stadio Romeo Neri\| Arbitro: \| Marini (Roma) \| |
| Arbitro:                             | Marini (Roma) |       |          |                                                  |

| Arbitro: | Di Ruberto (Nocera Inferiore) |

|               |           |  |
| M. Mateos 38’ | Marcatori |  |

| Arbitro: | Fanton (Lodi) |

|            |           |  |
| Marras 44’ | Marcatori |  |

| Arbitro: | Di Martino (Teramo) |

|                                            |           |           |
| Godeas 43’ A. Marconi 63’ Cenetti 77’ (81) | Marcatori | 1’ Marras |

| Arbitro: | Albertini (Ascoli Piceno) |

|                       |           |  |
| Marras 25’ Spighi 65’ | Marcatori |  |

| Arbitro: | Casaluci (Lecce) |

|              |           |            |
| Berretti 73’ | Marcatori | 41’ Rosini |

| Arbitro: | Morreale (Roma) |

|                                                  |           |                 |
| R. Taddei 34’ Onescu 47’ M. Brighi 49’ Morga 77’ | Marcatori | 18’ Pietribiasi |

| Arbitro: | Cifelli (Campobasso) |

|  |           |              |
|  | Marcatori | 87’ Fanucchi |

| Arbitro: | Saia (Palermo) |

|                          |           |  |
| F. Fabbro 19’ Faroni 35’ | Marcatori |  |

| Arbitro: | Ripa (Nocera Inferiore) |

|                   |           |  |
| R. Taddei 6’, 83’ | Marcatori |  |

| Arbitro: | Lazzeri (Arezzo) |

|  |           |                                                      |
|  | Marcatori | 1’ Baldazzi 33’, 53’ (rig.), 65’ Morga 84’ Valeriani |

| Rimini 12 maggio 2013 34ª giornata | Rimini            | 0 – 0 | Giacomense | Stadio Romeo Neri\| Arbitro: \| Cangiano (Napoli) \| |
| Arbitro:                           | Cangiano (Napoli) |       |            |                                                      |

### Play-out
| Arbitro: | Ros (Pordenone) |

|  |           |                       |
|  | Marcatori | 55’ Palazzi 79’ Morga |

| Arbitro: | Sacchi (Macerata) |

|                    |           |  |
| R. Taddei 20’, 69’ | Marcatori |  |

| Arbitro: | Bruno (Torino) |

|  |           |                                           |
|  | Marcatori | 50’, 57’ R. Taddei 79’ (aut.) Fatticcioni |

| Arbitro: | Pezzuto (Lecce) |

|                           |           |                |
| And. Brighi 19’ Morga 45’ | Marcatori | 72’ Nocciolini |

### Coppa Italia di Lega Pro
| Arbitro: | Sacchi (Macerata) |

|                          |           |  |
| Zanigni 3’ R. Taddei 52’ | Marcatori |  |

| Arbitro: | Martinelli (Roma) |

|                       |           |                    |
| Iv. Graziani 19’, 81’ | Marcatori | 55’ Maio 67’ Morga |

| Arbitro: | Spinelli (Terni) |

|                                |           |  |
| Barberis 22’, 60’ Scappini 87’ | Marcatori |  |